# قرار مجلس الأمن التابع للأمم المتحدة رقم 844
قرار مجلس الأمن التابع للأمم المتحدة رقم 844، الذي تم تبنيه بالإجماع في 18 يونيو 1993، بعد إعادة التأكيد على القرار 713 (1991) والقرارات اللاحقة، أشار المجلس إلى تدهور الوضع في البوسنة والهرسك وأذن بتعزيز قوة الحماية التابعة للأمم المتحدة.
عملاً بالفصل السابع من ميثاق الأمم المتحدة، وتأكيداً للقلق بشأن انتهاكات القانون الإنساني الدولي، تم إرسال 7600 فرد إضافي لتكملة قوة الأمم المتحدة للحماية وفقا لتقرير الأمين العام بطرس بطرس غالي عملاً بالقرار 836 (1993). ووجهت أيضاً نداءات أخرى من الدول الأعضاء لتعيين موظفين إضافيين ولتقديم المعدات والدعم اللوجستي.
وأعيد التأكيد على قرار استخدام القوة الجوية في المناطق الآمنة وما حولها في توزلا، شيبا، بيخاتش، غورازده، سراييفو وسريبرينيتشا من أجل تقديم المساعدة لقوة الحماية، وحث الدول الأعضاء على التعاون مع الأمين العام في هذا الشأن.

## روابط خارجية
- نص القرار في undocs.org